# Perry Johnson
Perry Lawrence Johnson, né le 23 janvier 1948 à Dolton (Illinois), est un homme d'affaires, auteur et homme politique américain, de l'État du Michigan.
Johnson a écrit plusieurs livres sur les normes internationales de contrôle de la qualité et la certification.  Il est candidat républicain au poste de gouverneur du Michigan en 2022, mais est disqualifié en raison de signatures de bulletins de vote frauduleux[pas clair],,. En 2023, il lance sa campagne pour l'investiture républicaine de 2024 à la présidence des États-Unis. 

## Jeunesse

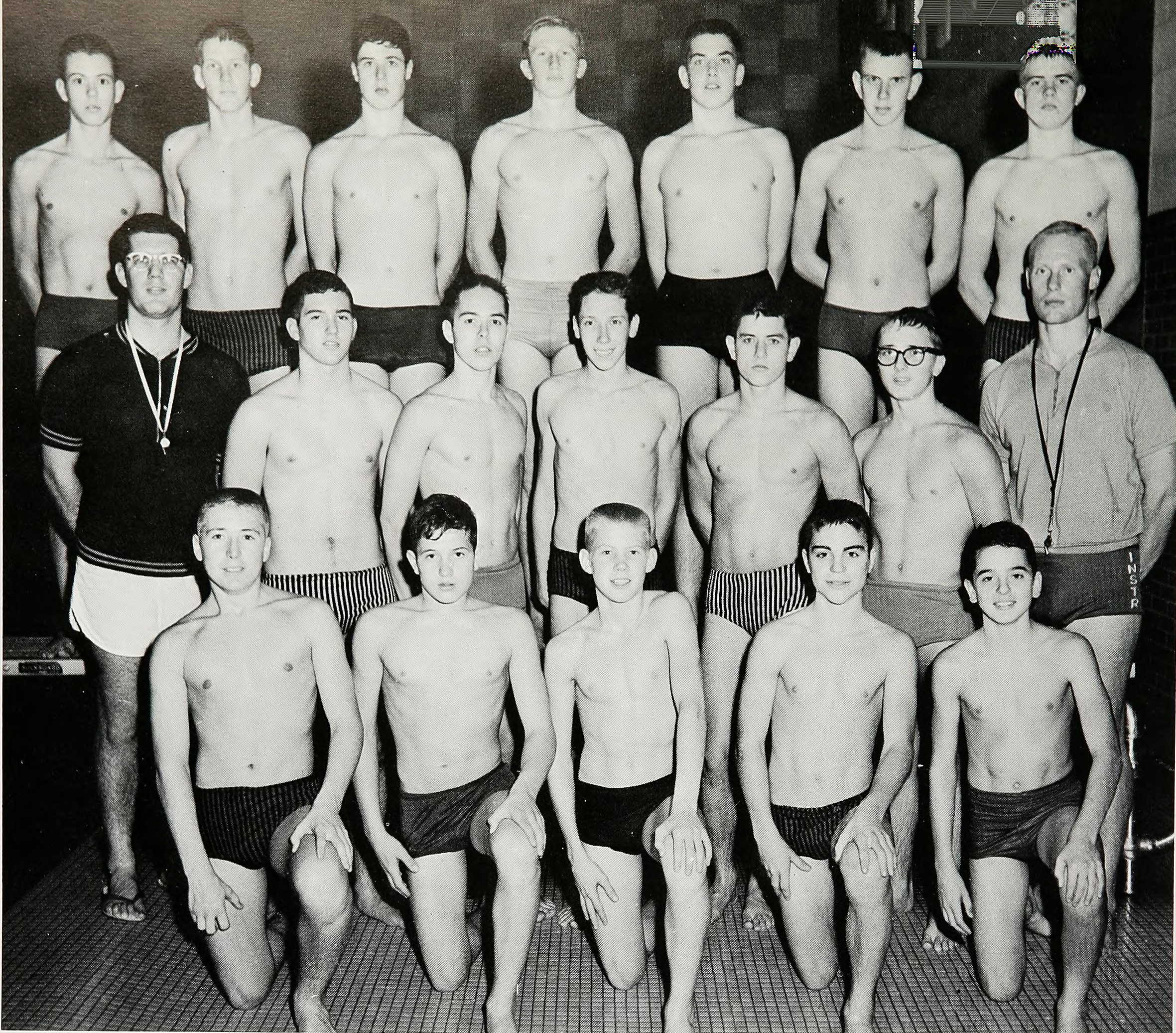
Perry Johnson debout pour la photo de l'annuaire de l'équipe de natation Sophomore, dans la deuxième rangée, quatrième à partir de la gauche (au centre).

Perry Johnson naît de Dorothy et Carl Johnson le 23 janvier 1948 à Dolton, dans l'Illinois. Il a une sœur cadette, Valérie, née en 1949.  À l'âge de 14 ans, Johnson commence à fréquenter le Thornridge High School. Johnson est titulaire d'un diplôme en mathématiques de l'université de l'Illinois à Urbana-Champaign, avec une mineure en économie, et suit des cours dans le cadre du programme d'études supérieures en psychologie de l'université de Detroit, mais n'obtient pas de diplôme d'études supérieures. 

## Carrière professionnelle
Johnson a une formation dans le domaine du contrôle qualité et publie plusieurs ouvrages sur le sujet. Il est président de Perry Johnson International Holdings. 
Johnson est également l'auteur de Two Cents To Save America, un ouvrage politique traitant des questions fiscales et sociologiques dans une perspective de droite,.  

### Normes ISO
Johnson est conférencier et auteur de livres et de supports de formation sur de nombreuses normes ISO, notamment la série ISO 9000, la série ISO 14000 et la norme AS9100 pour l'aérospatiale. Il est l'auteur du manuel ISO 9000 : Répondre aux nouvelles normes internationales, suivi de ses deuxième et troisième éditions, la dernière étant publiée en 2000. En plus d'être l'auteur de plusieurs manuels de la série ISO, il écrit également Keeping Score: Strategies and Tactics for Winning the Quality War, qui est publié pour la première fois en 1989,. Perry est également l'auteur de divers autres manuels, notamment
- Feuille de route ISO 14000 pour l'enregistrement[16]
- ISO 14000 : Le guide complet du chef d'entreprise sur la gestion environnementale[17]
- Annuaire ISO/QS-9000 : 1998[18]

#### ISO 9000 et QS9000
En 1983, Johnson fonde Perry Johnson, Inc. qui anime des séminaires sur les normes de qualité, et depuis sa création, les normes ISO 9000. En 1994, General Motors, Chrysler et Ford Motor Company, les « Big Three », sont passés au QS9000, exigeant que tous les fournisseurs reçoivent la certification QS9000. L'entreprise de Johnson a été l'une des premières entreprises à fournir les certifications QS9000. 
Selon Carla Bailo, PDG du Center of Automotive Research, le développement des normes QS9000 a aidé à empêcher « l'invasion japonaise », la production de voitures très efficaces et bon marché qui découlait des normes de qualité rigides et omniprésentes au Japon. 

### Perry Johnson Registrars, Inc.
Johnson fonde Perry Johnson Registrars en 1994 pour certifier et enregistrer la conformité des entreprises aux diverses normes ISO. 
À la suite d'une plainte de Boeing alléguant des violations de conflits d'intérêts, les activités de Perry Johnson Registrars sont suspendues par le US Registrar Accreditation Board, ce qui empêche l'entreprise de délivrer des certifications aérospatiales. L'entreprise est également suspendue par le Japan Accreditation Board of Conformity Assessment. Cette suspension se poursuit en 2004, bien que le conseil n'ait jamais répondu devant le tribunal. 

#### Accréditation du laboratoire
Johnson est le fondateur et propriétaire de Perry Johnson Laboratory Accreditation, Inc., un organisme d'accréditation privé qui « valide la compétence des laboratoires d'essais et d'étalonnage, des organismes d'inspection, des producteurs de matériaux de référence et des organismes d'échantillonnage grâce à l'utilisation de normes internationales et nationales ». En plus d'être le propriétaire de PJLA, il est également propriétaire de Perry Johnson Laboratory Accreditation NP, Inc., une organisation d'accréditation à but non lucratif, utilisée à la place de la PJLA dans les cas où une organisation à but non lucratif est requise pour la mission.

### Cabinet de conseil
Le 9 octobre 2000, une action en justice contre la société de conseil de Johnson, Perry Johnson, Inc. est intentée pour avoir envoyé en masse des « télécopies indésirables ». L'entreprise de Johnson accepte de verser jusqu'à 424,75 $ en compensation à toute entreprise ou personne ayant reçu une « télécopie indésirable ». Son entreprise est également tenue de publier une annonce dans USA Today détaillant les règles d'indemnisation et de créer un site Web invitant les destinataires de télécopies non sollicitées à recevoir une indemnisation. Une précédente action en justice avait été déposée alléguant que la société de Johnson avait envoyé 11,7 millions de télécopies non sollicitées pendant neuf ans, mais la poursuite est rejetée, les plaignants ayant finalement poursuivi Johnson lui-même au lieu de sa société. 

## Carrière politique

### Campagne pour le poste de gouverneur du Michigan (2022)
En 2021, Johnson annoncé sa candidature à l'investiture républicaine pour le poste de gouverneur du Michigan. Il lance sa campagne pour le poste de gouverneur en janvier 2021 avec une campagne publicitaire de 1,5 million de dollars, présentée lors du Super Bowl 2021. Sa candidature est annulée, Johnson ne satisfaisant plus à l'exigence des 15 000 signatures valides nécessaires pour pouvoir participer, après qu'il a été constaté que 9 400 des signatures soumises pour sa campagne étaient invalides et frauduleuses,. Johnson dépose une plainte devant un tribunal fédéral pour arrêter l'impression des bulletins de vote afin qu'il puisse expliquer pourquoi il devrait être inclus sur le bulletin de vote, mais lui et deux autres candidats, Michael Markey et James Craig, voient leurs appels rejetés. La Cour suprême rappelle leur caractère frauduleux, car ayant été récoltés par des circulateurs rémunérés,. À la suite de sa disqualification, Johnson exprime son intérêt à briguer le siège du Sénat américain du Michigan en 2024. 
Près d'un an après l'échec de sa campagne au poste de gouverneur, Shawn Wilmoth, Jamie Wilmoth et Willie Reed font face à plus de 20 accusations différentes d'un tribunal de Détroit pour leur rôle dans le stratagème de signature frauduleux,. Johnson « applaudit les accusations ». 

### Campagne présidentielle (2024)

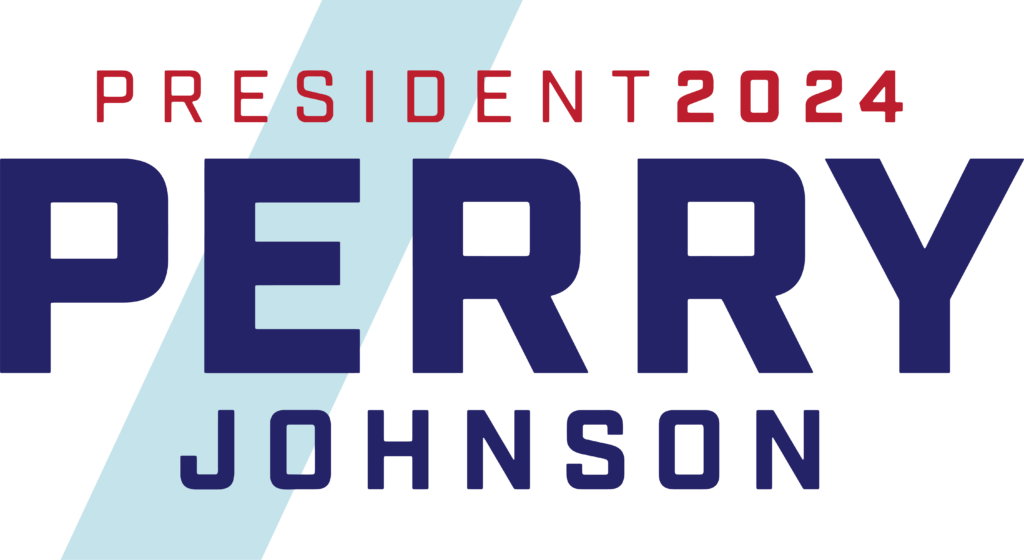
Logo de la campagne présidentielle 2024 de Johnson

Le 2 mars 2023, Perry Johnson annonce sa candidature à l'élection présidentielle de 2024. Il dépose des documents auprès de la Commission électorale fédérale pour former un comité pour sa campagne présidentielle. Johnson commande également une publicité lors du Super Bowl dans l'Iowa pour sa campagne. Lors de la Conservative Political Action Conference de 2023, Johnson est crédité de 5 % des voix, se classant à la troisième place derrière l'ancien président Donald Trump et le gouverneur de Floride Ron DeSantis. 
Johnson fait presque exclusivement campagne dans l'Iowa, espérant gagner un pourcentage suffisamment important dans le caucus de cet État pour être éligible aux événements futurs. Le slogan de campagne de Johnson est « Two Cents To Save America », faisant référence à la pièce maîtresse de sa campagne, une politique d'économie de 2 cents pour chaque dollar de dépenses fédérales. Johnson estime que cette politique résoudra la crise de la dette américaine.

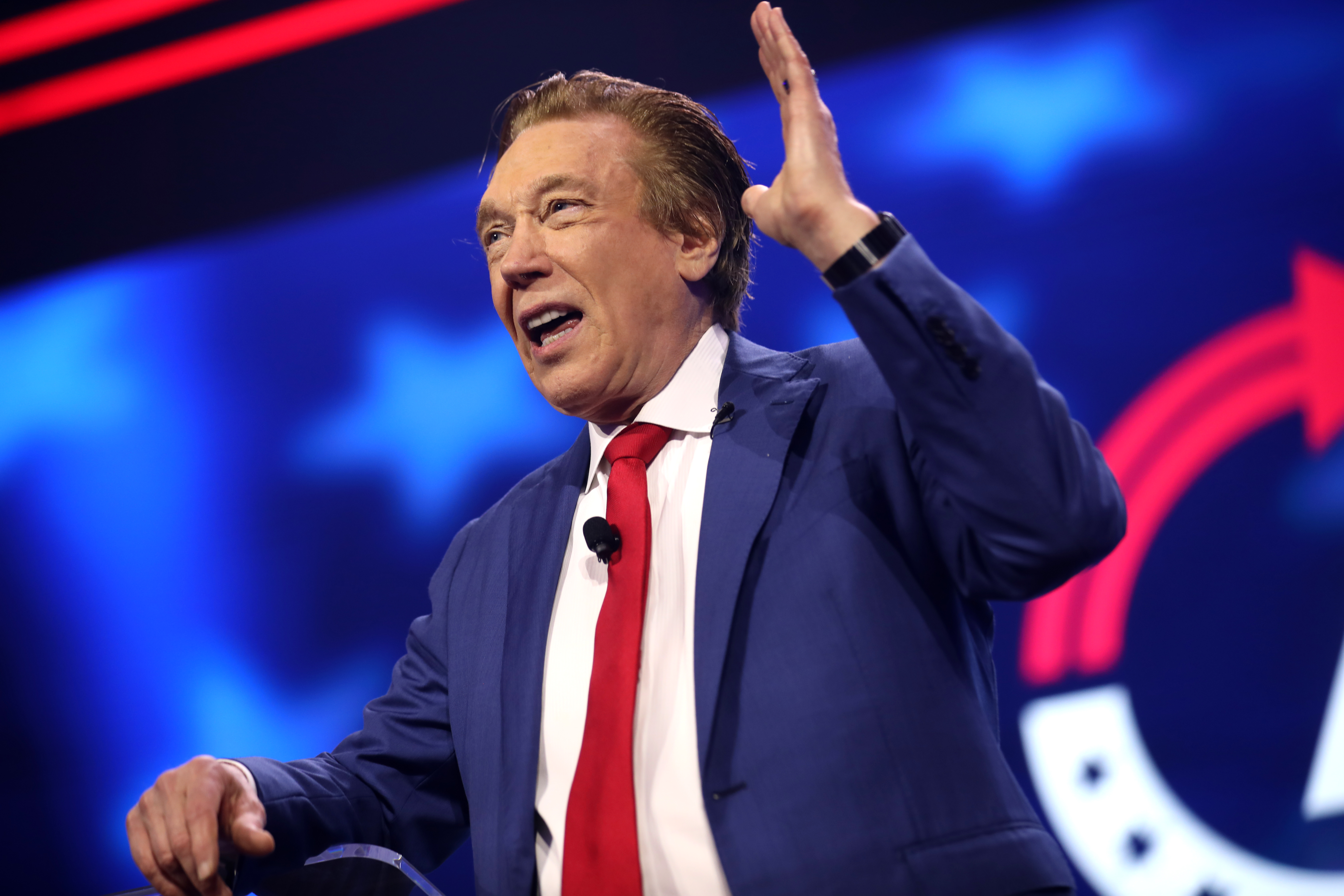
Johnson en juillet 2023

Depuis juillet 2023, Johnson n'est plus éligible pour participer aux débats primaires républicains, en raison de son faible résultat dans les sondages et du manque de dons pour sa campagne.  Dans une tentative de contourner ces règles, Johnson vend des Tee-shirts à 1 $ sur Facebook, affirmant « Je suis avec Tucker » et comptant chaque vente comme un don pour sa campagne. La règle spécifique est que pour être éligible à assister au débat, un candidat doit avoir 40 000 donateurs uniques de 20 États distincts. Johnson recueille près de 0 % depuis le début de sa campagne.  Cherchant à améliorer son classement, Johnson se fait passer pour Donald Trump « sans les bagages ». Il promet cependant, s'il est élu président, de pardonner à Trump les poursuites fédérales,.   Johnson dépense plus de 2 000 000 $ en publicités de campagne, mais NBC estime qu'il était très peu probable qu'il se qualifie pour les débats républicains. 
Johnson étend ses efforts de contournement fin juillet avec des t-shirts à 1 $ portant l'inscription « Virez Biden », chaque vente comptant comme un don à sa campagne. De plus, Johnson commence à distribuer des cartes d'essence de 10 $ à toute personne désireuse de faire un don de 1 $ à sa campagne. Johnson prononce également un discours lors du dîner annuel Lincoln du Parti républicain de l'Iowa, une plate-forme importante pour les candidats de l'État. 

## Vie privée
Perry Johnson réside à Bloomfield Hills, dans le Michigan, est marié et a trois fils. Il occupe le poste de président de Perry Johnson International Holdings et de plusieurs autres sociétés. Outre ses responsabilités professionnelles, il pratique le golf et le bridge.
En tant que joueur de bridge, Johnson obtient quelques succès, avec cinq victoires aux championnats nationaux de bridge. Il participe aux championnats du monde à six reprises, se classant à la huitième place lors du championnat de 1998 à Lille, en France[source secondaire nécessaire].